# Neu St. Katharina (Köln)

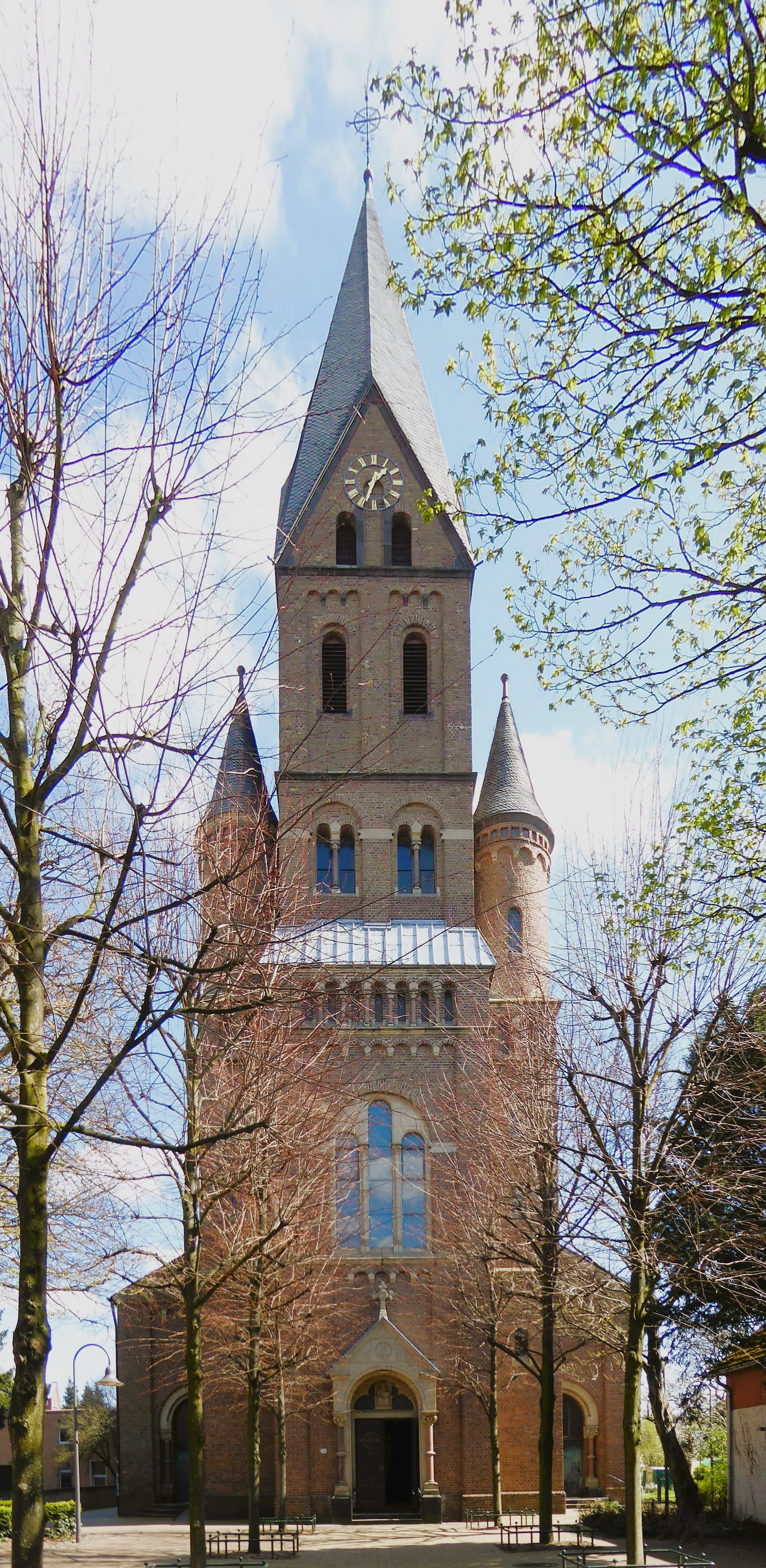
Kirche St. Katharina

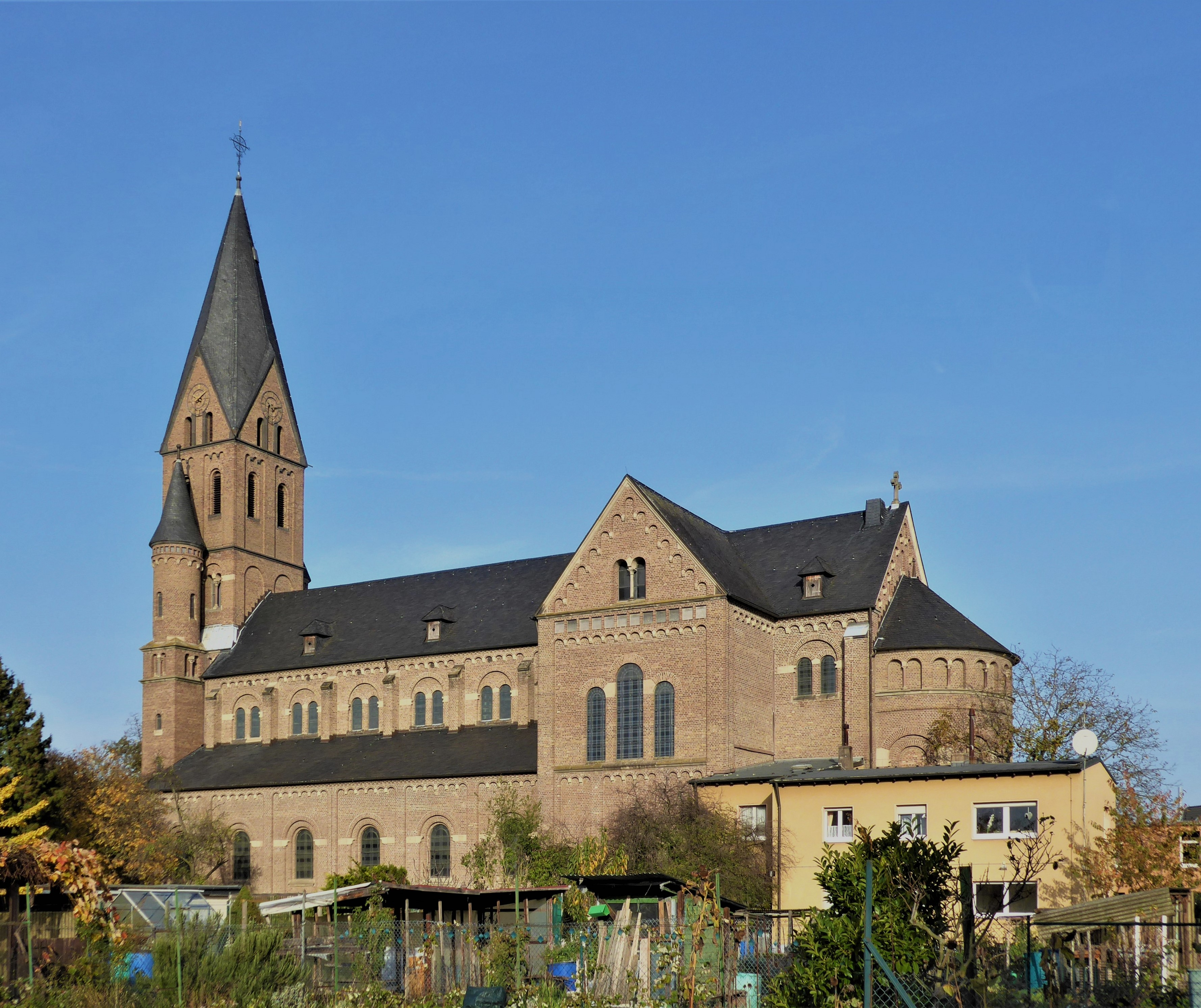
Kirche St. Katharina, Ansicht von Südwesten

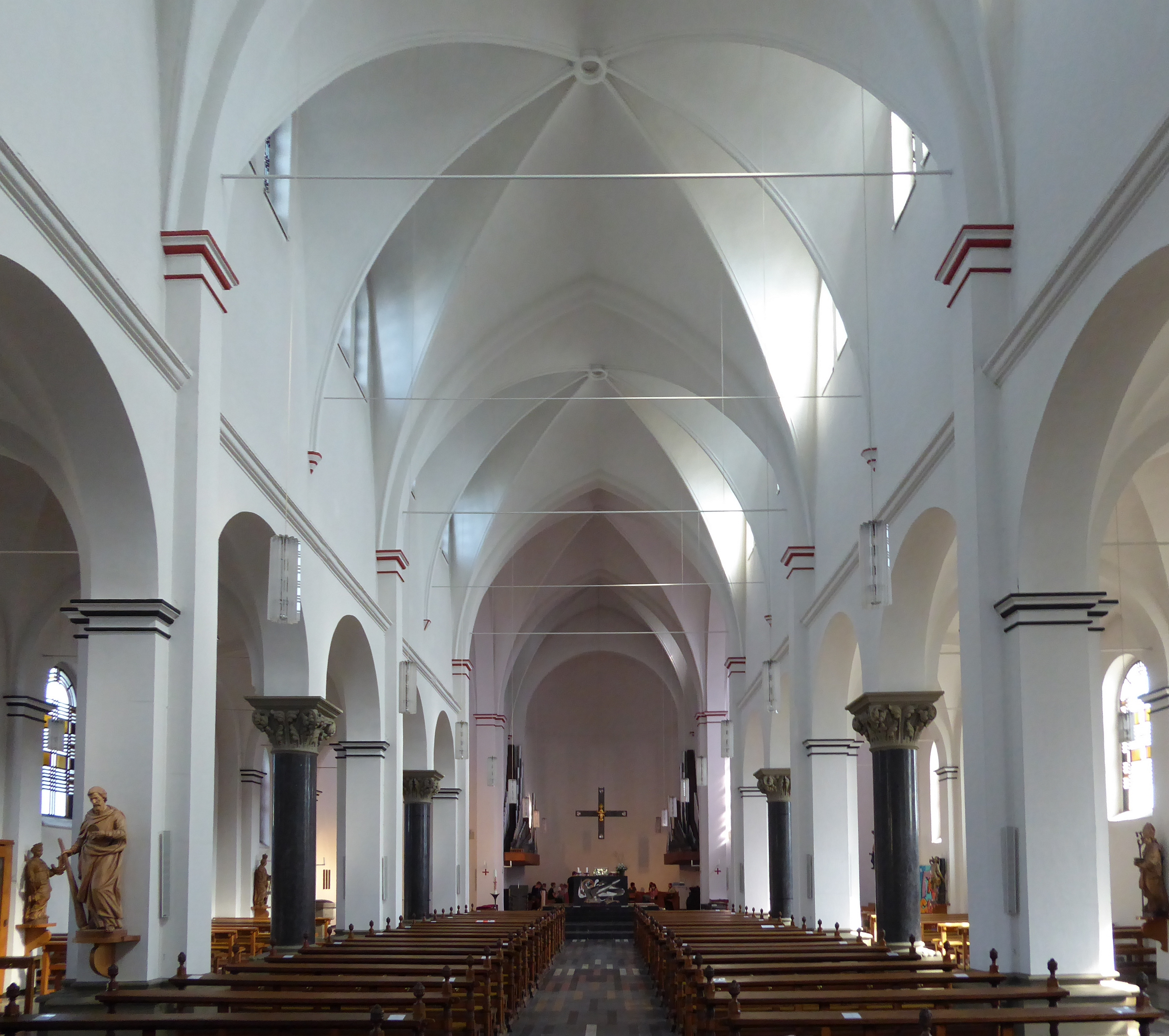
Blick durch das Langhaus Richtung Chor

Die römisch-katholische Pfarrkirche Neu St. Katharina ist ein denkmalgeschütztes Kirchengebäude in Köln-Niehl, einem Stadtteil von Köln (Nordrhein-Westfalen). Die Gemeinde gehört zum Erzbistum Köln.

## Geschichte und Architektur
Der Ort wurde 927 urkundlich durch den Erzbischof Wichfried belegt, eine Capella wurde 1236 in einer Urkunde des Propstes Buno genannt. Das Stift St. Kunibert hatte seit 1080 die Befugnis, aus Niehl Abgaben einzufordern. Die alte Katharina-Kirche wurde im Laufe der Jahrhunderte zu klein. Durch Industrialisierung und die Eingemeindung nach Köln im Jahr 1888 hatte die Bevölkerung stetig zugenommen; ein Neubau wurde erforderlich. Am 1. Mai 1892 wurde eine Kollekte im Kirchlichen Anzeiger ausgeschrieben, es sollte in allen Kirchen des Bistums für den Neubau gesammelt werden; die Kollekte erbrachte 24.000 Mark und stellte den Grundstock für die Finanzierung dar. Der Grundstein wurde am 2. Oktober 1892 gelegt, die Konsekration nahm 5. Juni 1894 Weihbischof Hermann Joseph Schmitz vor.
Die neuromanische Basilika wurde von 1892 bis 1894 unter der Leitung von Theodor Kremer in Backstein gemauert. Das Gebäude besitzt ein Querhaus und eine Apsis in Halbkreisform. An der Westseite steht eine Dreiturmgruppe. Die mit Kupfer plattierten Bleche der Dacheindeckung wurden Ende der 1950er Jahre durch eine neue Schiefereindeckung für Schiff und Turm ersetzt. Mit der endgültigen Beseitigung der Kriegsschäden wurde 1960 der Baurat Reusteck beauftragt. Der Kirchturm wurde 1961 mit einem Wetterhahn bekrönt, kurz darauf wurden drei neue Beichtstühle angeschafft. Die Seitentüren, deren Griffe der Goldschmied Dreher fertigte, wurden 1962 mit Kupferplatten verkleidet. Die Ausmalung des Innenraumes wurde 1964 in Angriff genommen. Der Innenraum wurde gemäß den Anforderungen des zweiten Vatikanischen Konzils an die Liturgie verändert. Die Pläne dazu entwarf Rudolf Schwarz unter Mitarbeit des Architekten Hermann Pfeifer. Der Hauptaltar wurde in der Vierung aufgestellt und die Orgel mit zwei Prospekten, zu beiden Seiten der Apsis. Die künstlerische Gestaltung für den Altartisch und die Stufen übernahm Anton Wendling, der Tabernakel und das Kreuz wurden von Hein Wimmer geschaffen.

## Ausstattung
- Im März 2013 schuf der Benediktinermönch P. Abraham Fischer aus der Abtei Königsmünster einen schmiedeeisernen Kreuzweg in moderner, zeitgemäßer Ausführung.[5]
- Den ersten Hochaltar fertigte Bildhauer Edmund Mengelberg aus Köln. Zur Mensa aus Sandstein führten drei Altarstuften aus Eichenholz hinauf. Die Altarplatte bestand aus geschliffenem Granit und die dreifach gegliederte Vorderseite aus poliertem Marmor. Im mittleren Feld war das Monogramm Christi eingraviert. Rechts und links vom Tabernakel standen zwei aus Lindenholz geschnitzte Figurengruppen mit der Geburt und Verkündigung Christi. Im Retabel darüber waren die Brustbilder der Heiligen Sebastian, Antonius von Padua, Christina und Katharina zu sehen. Die Türen des Tabernakels aus geschmiedetem Eisen waren mit einer graphierten und polieren Messingplatte belegt. Das gesamte Holzwerk des Altares war polychrom gefasst.
- Den Josefsaltar stellte 1894 Bildhauer Most auf.
- Der heutige Tabernakel steht erhöht auf einem Sockel zwischen dem Kreuz und dem Altar, er wurde aus Silber angefertigt und ist an den Seiten mit Emaillearbeiten verziert, die das Lamm, den Fisch und die Taube darstellen.[1]
- Der Marienaltar wurde 1897 von dem Bildhauer Nabbe gebaut.
- Die 1906 von der Firma des Bildhauers Eduard Schmitz (Senior) gelieferte Kanzel wurde einschließlich des Schalldeckels an der ersten Granitsäule angebracht. Sie war mit den Standfiguren der vier Evangelisten ausgestattet und mit zwei Reliefplatten geschmückt, die die Szene der Schlüsselgewalt und den zwölfjährigen Jesus im Tempel zeigen.[6]
- Der heutige Altar wurde 1949 von A. Wendling gebaut. Der darauf stehende Tabernakel ist eine Arbeit von H. Wimmer. An den Seiten befinden sich die vier Evangelistensymbole und auf den Altarstufen 24 Kronen, als Symbole für die 24 Ältesten der Offenbarung.[2]
- Das achtsitzige Chorgestühl wurde im 16. Jahrhundert gebaut.
- Die Madonna aus Holz wurde im 16. Jahrhundert geschnitzt.
- Der achteckige Taufstein aus dem 14. Jahrhundert stammt aus Alt St. Katharina
- Die geschnitzte Figur des Hl. Sebastian aus dem 17. Jahrhundert, stammt so wie der Taufstein aus Alt St. Katharina.[2]
- Im September 1958 fertigte Hein Wimmer ein Bronzekreuz und zwei Altarleuchter. Das über dem Altar schwebende Kreuz zeigt Christus als Sieger.[7]